# Egyházi irodalom
Egyházi irodalom alatt általában a keresztény vallási irodalmat értik, olykor azonban a vallási irodalom szinonimájaként is használják. Egy része, a tudományos rendszerességgel írt művek alkotják a teológiai irodalmat.

## Jelentősége
Az egyházi irodalom elég jelentős ága a tágabb értelemben vett világirodalomnak, a szűkebb értelemben vett úgynevezett „szépirodalom”-ba azonban csak egy kisebb része tartozik bele (általában vallásos versek). Minden európai nép (beleértve a magyar) irodalmának tetemes részét egészen a 19. századig a keresztény vallásos művek alkották, a középkori latin irodalom és a középkori görög irodalom (bizánci irodalom) pedig szinte teljes egészében vallásos vagy vallásos szemléletű tudományos és szépirodalmi művekből áll.
Az egyházi irodalom történetéről máig nem létezik általános magyar nyelvű összefoglalás; a kifejezetten magyar nyelvű egyházi irodalomról a nagyobb egyháztörténeti kézikönyvek egyes fejezetei adnak rövidebb áttekintést. Makkai Sándor szerint „Az egyházi irodalomtörténet létrejövetelének van egy olyan elvi akadálya, amellyel szembe kell néznünk mint határozott tévedéssel. Az egyházi irodalom ezen elv szerint – részben theologia, s mint ilyen, a theologia történetébe, illetve az egyes theológiai disciplinák történeti részébe tartozik mint tudománytörténet; másrészt gyakorlati célu és jellegű, s többnyire aktuális termék, amely, mint ilyen, az egyház intézményes történetének korszakonkénti függvényét képezi; mind a két szempontból felesleges egy külön egyházi irodalomtörténet megalkotása.”

## Műfajai
Az egyházi irodalom több sajátos műfajt használ, azonban műfajainak egy részét más típusú irodalmak is ismerik (történeti irodalom, filozófiai irodalom, jogi irodalom, szépirodalom):
- ágenda (szertartáskönyv)[2]
- Biblia-fordítás
- Biblia-magyarázat
- egyházi ének
- egyházjogi mű
- egyháztörténet
- elmélkedés
- himnusz
- hitvitázó mű
- imádság
- káté
- konkordancia
- legenda
- lelkipásztori kézikönyv
- példabeszéd
- példázat
- prédikáció (azon belül halotti, esketési, ünnepi, alkalmi beszéd)
- rendszeres teológia
- szentek élete (hágiográfia)
- traktátus
- zsoltár

## Szakirodalom – Európai egyházi irodalom

### Ókori egyházi irodalom
Az ókori görög és latin egyházi irodalomról, vagy ókeresztény irodalomról több mű is megjelent magyar nyelven:
- Alzog János: A patrologia kézikönyve, vagy a régi keresztény irodalom története. A 3. átdolgozott és bővített kiadás nyomán fordította a csanádi növendék papság, Temesvár, 1880–1881, 288 + 472 p
- Károly János: Az őskeresztény irodalom monographiája I–II., Budapest, 1888 (I.) és 1890 (II.)
- Vanyó László: Az ókeresztény egyház és irodalma, Szent István Társulat, Budapest, 1980, ISBN 963-360-108-8
- Vanyó László: Ókeresztény írók lexikona, Szent István Társulat, Budapest, 2004, ISBN 963-361-632-8
- XVI. Benedek pápa: Az egyházatyák – Római Szent Kelementől Szent Ágostonig, Szent István Társulat, Budapest, 2009, ISBN 9789632771113
- Zubriczky Aladár: Ó-keresztény irodalom- és dogmatörténet, 1906

Részleteket közöl:
- Adamik Tamás: Római irodalom: A kezdetektől a nyugatrómai birodalom bukásáig. Budapest: Pesti Kalligram Kft. 2009.  ISBN 9788081012266
- Chobot Ferenc: Jézus Krisztus egyházának története, I. kötet (ókor), Budapest–Rákospalota, 1907

Egyházi írók szócikkeit közli:
- Chobot Ferenc: Jézus Krisztus egyházának története, II. kötet (középkor), Budapest–Rákospalota, 1907
- Magyar katolikus lexikon I–XVII. Főszerk. Diós István; szerk. Viczián János. Budapest: Szent István Társulat. 1993–2014.  ISBN 963-361-626-3
- Világirodalmi lexikon I–XIX. Főszerk. Király István, Szerdahelyi István. Budapest: Akadémiai. 1970–1996.  ISBN 963-05-0871-0
- Görföl Tibor – Kránitz Mihályː Teológusok lexikona, Osiris Kiadó, Budapest, 2002, ISBN 9633890837
- Vanyó László: Ókeresztény írók lexikona. Sajtó alá rend. és a bibliográfiát összeáll. Perendy László. Budapest: Szent István Társulat. 2004.  = Szent István Kézikönyvek,  10. ISBN 963-361-632-8
- (szerk.) Balanyi György – Bangha Béla – Artner Edgár – Iványi Jánosː Katolikus lexikon I–IV., Magyar Kultúra, Budapest, 1931–1933
- Benedek Marcell: Irodalmi lexikon, Győző Andor Kiadása, Budapest, 1927

Az ókori egyéb nyelvű (kopt, szír, örmény) egyházi irodalomról nincs magyar nyelvű áttekintés.
| Az egyes magyar nyelvre fordított alkotásokat lásd: |                                |
|                                                     | Bővebben: Ókeresztény irodalom |

### Középkori egyházi irodalom
A szinte teljes egyházi jellegű középkori görög irodalomról (bizánci irodalom) van egy kézikönyv magyar nyelven:
- Kapitánffy István – Caruha Vangelió – Szabó Kálmán: A bizánci és az újgörög irodalom története, Gondolat Könyvkiadó, Budapest, 1989, ISBN 963-282-093-2

Az ugyancsak majdnem teljesen egyházi jellegű középkori latin irodalom egy részét dolgozta fel eddig Adamik Tamás:
- Adamik Tamás: Latin irodalom a kora középkorban: 6–8. század. Budapest: Kalligram. 2014.  ISBN 978-80-8101-821-3
- Adamik Tamás: Latin irodalom a Karoling-korban: 8–9. század. Budapest: Kalligram. 2017.  ISBN 978-963-468-001-7

Részleteket közöl:
- Chobot Ferenc: Jézus Krisztus egyházának története, II. kötet (középkor), Budapest–Rákospalota, 1907

Egyházi írók szócikkeit közli:
- Magyar katolikus lexikon I–XVII. Főszerk. Diós István; szerk. Viczián János. Budapest: Szent István Társulat. 1993–2014.  ISBN 963-361-626-3
- Világirodalmi lexikon I–XIX. Főszerk. Király István, Szerdahelyi István. Budapest: Akadémiai. 1970–1996.  ISBN 963-05-0871-0
- Görföl Tibor – Kránitz Mihályː Teológusok lexikona, Osiris Kiadó, Budapest, 2002, ISBN 9633890837, 396 p
- (szerk.) Balanyi György – Bangha Béla – Artner Edgár – Iványi Jánosː Katolikus lexikon I–IV., Magyar Kultúra, Budapest, 1931–1933
- Benedek Marcell: Irodalmi lexikon, Győző Andor Kiadása, Budapest, 1927

|  | Bővebben: Középkori latin irodalom |

|  | Bővebben: Bizánci irodalom |

### Újkori egyházi irodalom
Az újkori egyházi irodalomról részleteket közöl:
- Chobot Ferenc: Jézus Krisztus egyházának története, III. kötet (újkor), Budapest–Rákospalota, 1907
- Warga Lajos: A keresztény egyház története I–III., Sárospatak, 1880–1887 → I. kötet, II. kötet, II. kötet:
  - katolikusok: 464–473, 547–560. o.
  - reformátusok: 381–410, 715–720. o.
  - evangélikusok: 377–381, 691–695. o.

Egyházi írók szócikkeit közli:
- Magyar katolikus lexikon I–XVII. Főszerk. Diós István; szerk. Viczián János. Budapest: Szent István Társulat. 1993–2014.  ISBN 963-361-626-3
- Világirodalmi lexikon I–XIX. Főszerk. Király István, Szerdahelyi István. Budapest: Akadémiai. 1970–1996.  ISBN 963-05-0871-0
- Görföl Tibor – Kránitz Mihályː Teológusok lexikona, Osiris Kiadó, Budapest, 2002, ISBN 9633890837, 396 p
- Benedek Marcell: Irodalmi lexikon, Győző Andor Kiadása, Budapest, 1927

| Az újkori egyházi irodalom termékei közül viszonylag keveset fordítottak eddig magyar nyelvre. Ezekről áttekintés nincs, néhány nevezetesebb egyházi író, akiktől kisebb-nagyobb műveket magyar nyelvre fordítottak: - Katolikusok: - Ávilai Szent Teréz - Lisieux-i Szent Teréz - Keresztes Szent János - Liguori Szent Alfonz - Henri Lacordaire - Jacques-Bénigne Bossuet - Louis Bourdaloue - Blaise Pascal - Angelus Silesius - François Fénelon - Loyolai Szent Ignác - Thomas Merton - John Henry Newman - Scupoli Lőrinc - Matthäus Vogel - Alphonsus Rodriguez - Adolf von Doß - Giovanni Battista Scaramelli - Páli Szent Vince - Leonardo da Porto Maurizio - Edouard de Lehen - Reformátusok: - Kálvin János - John Bunyan - Comenius - Evangélikusok: - Luther Márton - Jakob Böhme - Philipp Melanchthon - Ortodoxok: - Szarovi Szent Szerafim - Athoszi Szent Sziluán - Athoszi Szent Porfíriosz - Hészükhaszta József - Kronstadti Szent János - Ioanichie Bălan |

## Bibliográfiák
- Tettey N. és társa: Katholikus egyházirodalmi kalauz. A hazai és külföldi katholikus irodalom nevezetesebb jelenségeinek könyvjegyzéke, Budapest, 1879.
- Szolcsányi Gyula: A magyar római katholikus papság irodalmi munkásságának könyvészeti jegyzéke 1850–1884, Eger, 1885.
- Pogány György: A történelem, a vallási irodalom és a Biblia-kiadások kútfői és szakirodalma, Hatágú Síp Alapítvány, Budapest, 2008, ISBN 978-963-7615-53-5